# Europees kampioenschap voetbal vrouwen onder 19 - 2017
Het Europees kampioenschap voetbal vrouwen onder 19 van 2017 was de 16de editie van het Europees kampioenschap voetbal vrouwen onder 19, het jaarlijkse voetbaltoernooi wordt georganiseerd door de UEFA voor alle Europese nationale vrouwenploegen onder 19 jaar. Noord-Ierland organiseerde het toernooi.
In totaal namen 8 landen deel aan het toernooi waarvan de speelgerechtigde spelers zijn geboren op of na 1 januari 1998.

## Kwalificaties
47 Europese nationale ploegen begonnen aan de competitie, inclusief Noord-Ierland dat zich rechtstreeks heeft geplaatst als gastland. De andere 46 ploegen streden tijdens de kwalificaties voor de resterende 7 plaatsen op het toernooi.
De kwalificaties bestaan uit twee rondes: 
- Kwalificatieronde (8 september - 25 oktober 2016)
- Elite ronde (4 april – 12 juni 2017)

## Gekwalificeerde landen
- Noord-Ierland
- Spanje
- Engeland
- Nederland
- Frankrijk
- Schotland
- Italië
- Frankrijk

## Groepsfase

### Groep A
| POS | Land          | M | W | G | V | DV | DT | DS  | PT | Kwalificatie |
| --- | ------------- | - | - | - | - | -- | -- | --- | -- | ------------ |
| 1   | Duitsland     | 3 | 3 | 0 | 0 | 11 | 0  | +11 | 9  | halve finale |
| 2   | Spanje        | 3 | 2 | 0 | 1 | 3  | 2  | +1  | 6  | halve finale |
| 3   | Schotland     | 3 | 1 | 1 | 1 | 1  | 5  | –4  | 1  | Play-off     |
| 4   | Noord-Ierland | 3 | 0 | 1 | 2 | 1  | 9  | –8  | 1  |              |

### Groep B
| POS | Land      | M | W | G | V | DV | DT | DS | PT | Kwalificatie |
| --- | --------- | - | - | - | - | -- | -- | -- | -- | ------------ |
| 1   | Nederland | 3 | 2 | 1 | 0 | 7  | 3  | +4 | 7  | Halve Finale |
| 2   | Frankrijk | 3 | 1 | 1 | 1 | 7  | 3  | +4 | 6  | Halve Finale |
| 3   | Engeland  | 3 | 1 | 0 | 2 | 2  | 4  | –2 | 3  | Play-off     |
| 4   | Italië    | 3 | 0 | 1 | 2 | 2  | 8  | –6 | 1  |              |

## Eindfase

### play-off
Opmerking: De play-off wordt alleen gespeeld als Frankrijk zich plaatst voor de halve finale.
Winnaar kwalificeert zich voor het Wereldkampioenschap voetbal vrouwen onder 20 - 2018.
|                        |           |                         |          |                                                     |
| 17 augustus 2017 20:00 | Schotland | 0–2                     | Engeland | Mourneview Park, Lurgan Scheidsrechter: Petra Chudá |
| 17 augustus 2017 20:00 |           | - Cross 28' - Rouse 50' |          | Mourneview Park, Lurgan Scheidsrechter: Petra Chudá |

### Halve finales
|                        |                          |     |                                        |                                                            |
| 17 augustus 2017 15:00 | Nederland                | 2–3 | Spanje                                 | Windsor Park, Belfast Scheidsrechter: Justina Lavrenovaite |
| 17 augustus 2017 15:00 | - Pelova 48' - Smits 85' |     | - García 47' - Oroz 68' - Guijarro 77' | Windsor Park, Belfast Scheidsrechter: Justina Lavrenovaite |

|                        |            |     |                             |                                                       |
| 17 augustus 2017 19:00 | Duitsland  | 1–2 | Frankrijk                   | Windsor Park, Belfast Scheidsrechter: Silvia Domingos |
| 17 augustus 2017 19:00 | - Bühl 40' |     | - Thibaud 70' - Laurent 73' | Windsor Park, Belfast Scheidsrechter: Silvia Domingos |

### Finale
De finale van dit EK is een re-match van het Vorige EK toen wonnen de Franse meiden met 2-1. voor de Spanje is dit de vierde finale op rij.
|                        |                         |     |                                |                                                                    |
| 20 augustus 2017 19:30 | Frankrijk               | 2–3 | Spanje                         | Windsor Park, Belfast Scheidsrechter: Volha Tsiareshka Wit-Rusland |
| 20 augustus 2017 19:30 | Bourdieu 4' Laurent 71' |     | Guijarro 18', 90' Egurrola 85' | Windsor Park, Belfast Scheidsrechter: Volha Tsiareshka Wit-Rusland |